# Cyathostemma yunnanense
Cyathostemma yunnanense là loài thực vật có hoa thuộc họ Na. Loài này được Hu mô tả khoa học đầu tiên năm 1940.